# أرويج (كاهشنغ)
أرويج (بالفارسية: ارویج) هي مستوطنة تقع في إيران في قسم كاهشنغ الريفي. يقدر عدد سكانها بـ 83 نسمة .